# 凯塔站
凯塔地铁站（芬蘭語：Kaitaan metroasema），是芬兰赫爾辛基地鐵西线地铁延展线上的地下车站。该站开通于2022年12月3日，位于索卡站东边1.6公里、芬诺站西边1.3公里处。

## 图集

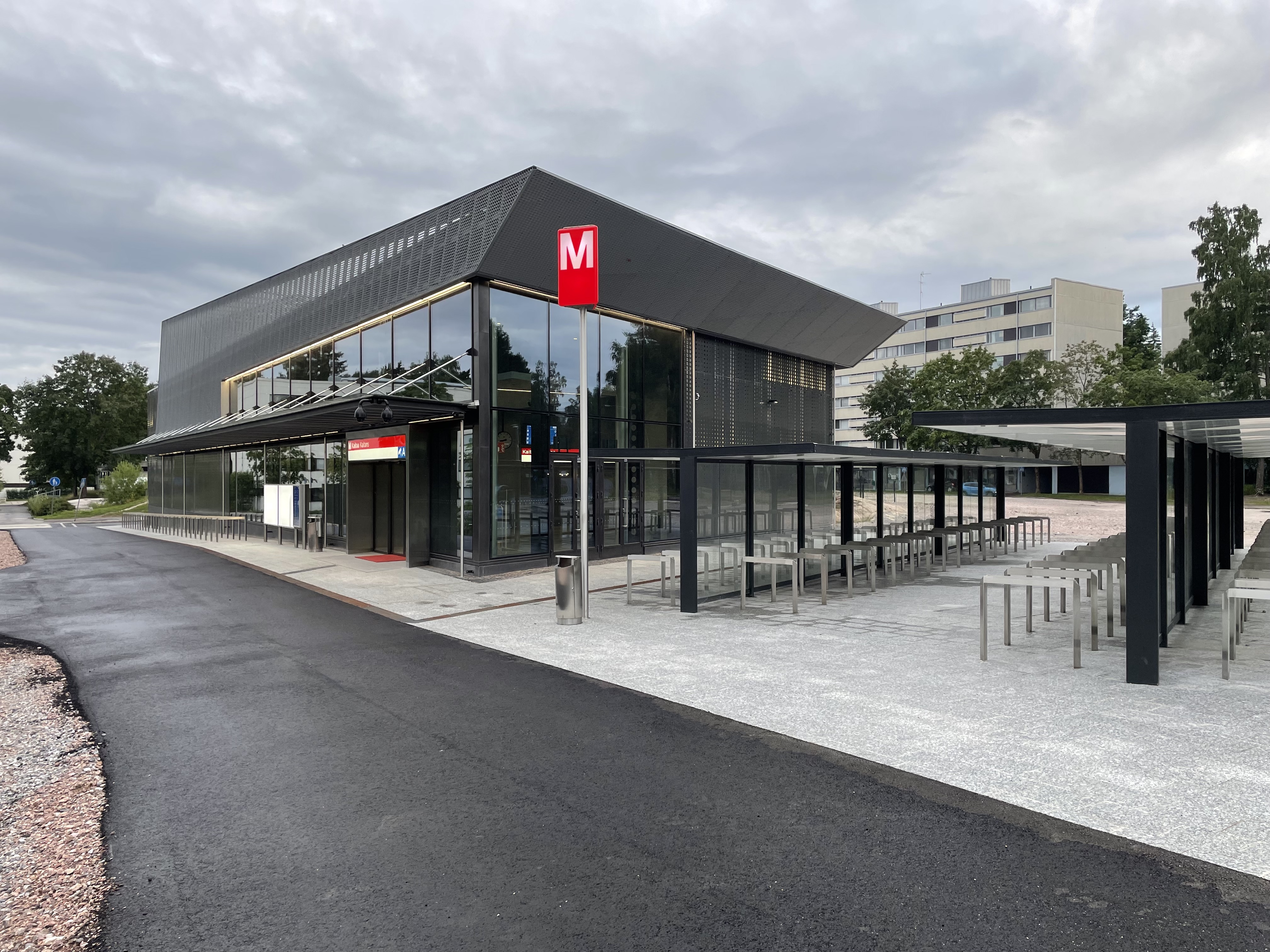
入口
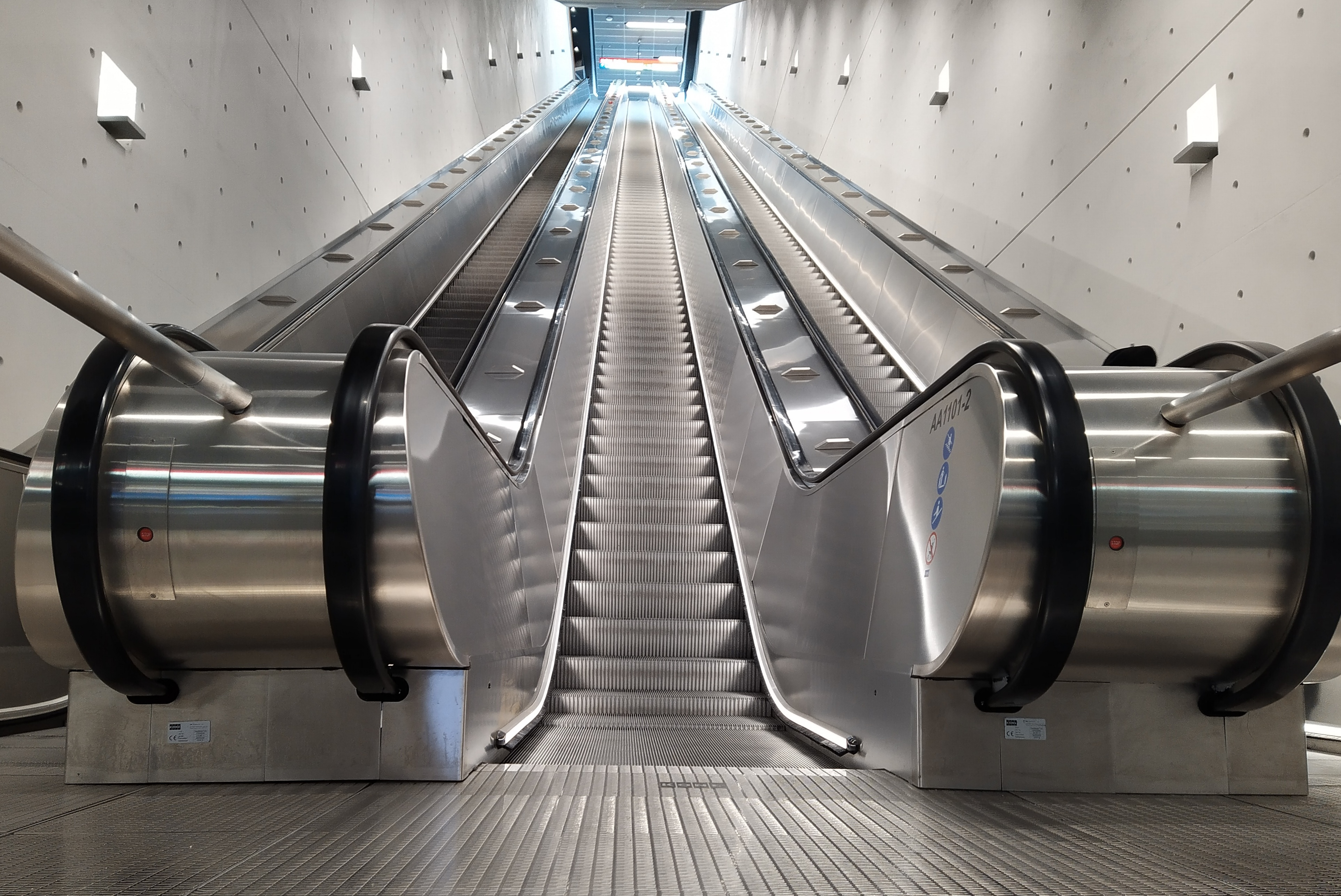
扶梯